# Червене Печки
Червене Печки (чеш. Červené Pečky) је насељено мјесто са административним статусом варошице (чеш. městys) у округу Колин, у Средњочешком крају, Чешка Република.

## Становништво
Према подацима о броју становника из 2014. године насеље је имало 1.804 становника.